# Sächsisches Bergland und Mittelgebirge
Als Sächsisches Bergland und Mittelgebirge wird eine Naturregion in Sachsen bezeichnet. Die Systematik der Naturräume in Sachsen gruppiert die naturräumlichen Einheiten der oberen chorischen Dimensionsstufe (Makrogeochoren) zu drei sächsischen Naturregionen, um ihre Einordnung im regionischen Maßstab zu verdeutlichen.
Das Sächsische Bergland und Mittelgebirge ist ein Teil der Zentraleuropäischen Mittelgebirgsschwelle, die sich westlich im Thüringisch-Fränkischen Mittelgebirge, östlich in den Sudeten fortsetzt. Die Naturregion nimmt etwa ein Drittel der Fläche des Freistaats Sachsen ein. Ihre Abgrenzung wurde im Südwesten, Südosten und Osten deckungsgleich mit der sächsischen Landes- bzw. deutschen Staatsgrenze gezogen, da sich die zugrundeliegende Naturraumerfassung auf das Territorium Sachsens beschränkte, jedoch erstreckt sich die physiogeographische Charakteristik der Makrogeochoren jeweils um einiges über diese willkürliche Kartierungsgrenze hinaus. Lediglich im Norden bildet der Rand der geschlossenen Verbreitung der Lössböden eine definierte Naturraumgrenze, die das Sächsische Bergland und Mittelgebirge von der Naturregion Sächsisches Lössgefilde scheidet.

## Merkmale
Das Mosaik der im Sächsischen Bergland und Mittelgebirge zusammengefassten Naturräume ist heterogener als das der anderen Naturregionen Sachsens. Verbindende Merkmale sind die grundlegend durch die Saxonische Bruchschollentektonik und nachfolgende Abtragungs- und Sedimentationsprozesse geprägte geomorphologische Struktur sowie die überwiegend aus quartären Verwitterungsdecken entstandenen Böden.

## Naturräumliche Gliederung

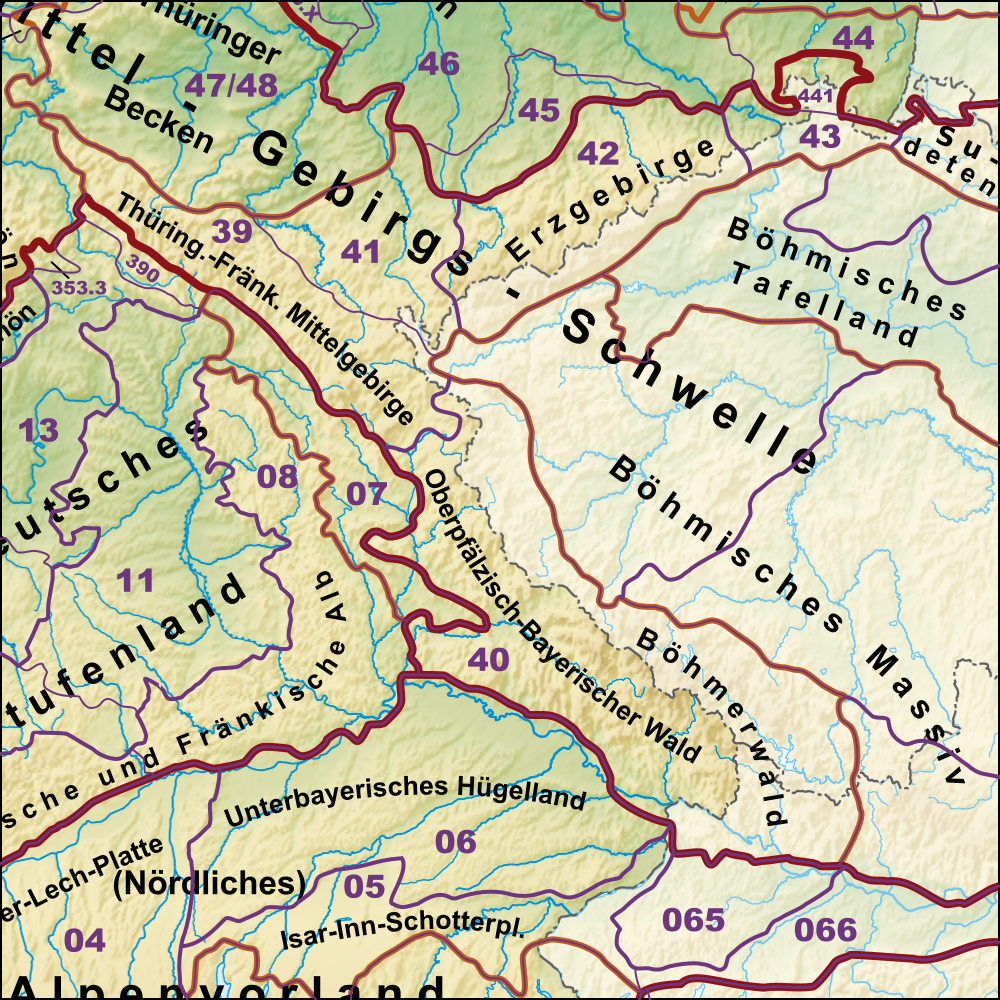
Naturräumliche Gliederung Deutschlands

Der Naturregion Sächsisches Bergland und Mittelgebirge werden aktuell folgende Makrogeochoren zugeordnet (zur Feingliederung in Meso- und Mikrogeochoren siehe Liste der naturräumlichen Einheiten in Sachsen):
- Vogtland
- Elstergebirge
- Westerzgebirge
- Mittleres Erzgebirge
- Osterzgebirge
- Sächsische Schweiz
- Oberlausitzer Bergland
- Zittauer Gebirge

Das Bundesamt für Naturschutz verwendete bis in die jüngste Vergangenheit noch den Gliederungsentwurf des Handbuch der naturräumlichen Gliederung Deutschlands aus den 1950er Jahren (Haupteinheitengruppen und Haupteinheiten, in Klammern die ungefähre Lage innerhalb der neueren Einteilung):
- 41 Vogtland
  - 410 Ostthüringisch-Vogtländische Hochflächen
  - 411 Mittelvogtländisches Kuppenland
  - 412 Oberes Vogtland
    - Elstergebirge
- 42 Erzgebirge
  - 420 Südabdachung des Erzgebirges (äußerster Südwesten des Westerzgebirges)
  - 421 Oberes Westerzgebirge (Westerzgebirge bis auf den äußersten Südwesten und äußersten Nordosten, Süden des Mittleren Erzgebirges)
  - 422 Oberes Osterzgebirge (Süden des Osterzgebirges)
  - 423 Unteres Westerzgebirge (äußerster Nordosten des Westerzgebirges, Norden und Mitte des Mittelerzgebirges)
  - 424 Unteres Osterzgebirge (Norden und Mitte des Osterzgebirges)
- 43 Sächsisch-Böhmisches Kreidesandsteingebiet
  - 430 Sächsische Schweiz
  - 431 Zittauer Gebirge
- 44 Oberlausitz
  - 441 Oberlausitzer Bergland